# 特科
特科（とっか）は、陸上自衛隊の職種の一つで、諸外国の陸軍の砲兵に相当する。大砲やロケットなどを装備し、広い地域を制圧する能力および、防空任務を持つ職種。

## 概要

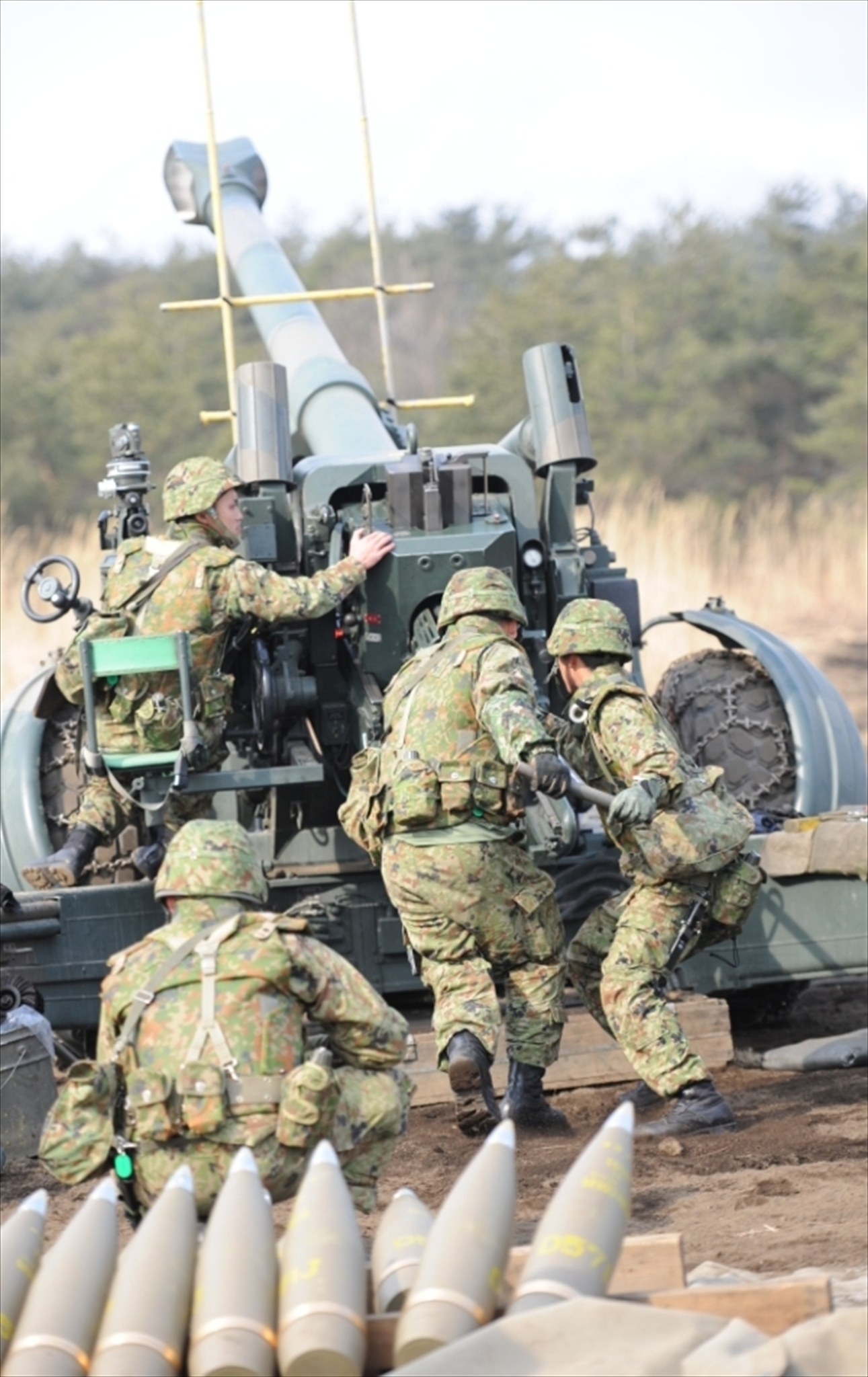
陸上自衛隊の主力火砲であるFH70

陸上自衛隊の事実上の前身である日本陸軍の時代においては、おおむね第二次世界大戦頃の砲兵の兵種として野砲兵・山砲兵・騎砲兵・重砲兵・野戦重砲兵・臼砲兵・迫撃砲兵・噴進砲兵・速射砲兵・高射砲兵・機関砲兵・船舶砲兵などに分かれていたが、現代では火砲の発達やドクトリンなどの進化により自然に統廃合が行われ、基本的に対地攻撃・対艦攻撃を行う野戦砲兵と対空攻撃を行う高射砲兵に分かれ、前者を野戦特科と後者を高射特科と称している。職種学校は野戦特科が富士学校特科部、高射特科が高射学校であり、それぞれ教育支援部隊として特科教導隊、高射教導隊が編成される。2022年（令和4年）12月に制定された防衛力整備計画では、以前の中期防衛力整備計画に従い火砲の保有数を合理化のために300門まで削減する方針を今後も維持する一方で、ロケット、地対艦ミサイル、長距離ミサイルを大幅増強する計画である。野戦特科部隊は、北部方面隊以外の方面隊の師団旅団の特科（連）隊を統廃合して、各方面隊が方面特科連隊として運用する。また、第1特科団では部隊の廃止・統合が実施され、特科団に準じる東北方面特科隊は廃止、西部方面特科隊は第2特科団へ増強改編が行われた。高射特科部隊は現勢維持とされている一方で装備の更新が進む。
陸上自衛隊の野戦特科部隊は、榴弾砲の射撃中隊が5門編制で、特科大隊が直協任務大隊が2個射撃中隊10門（一部3個射撃中隊15門）、全般支援大隊が3個射撃中隊編成15門を基本編制としており、今日の諸国が基本的に射撃中隊が6門編成で3個射撃中隊18門で一個大隊としているのに比して著しく劣っている。

## 野戦特科
野戦特科（やせんとっか）部隊は、火力戦闘部隊として大量の火力を随時随所に集中して、広域な地域を制圧する部隊である。

### 部隊の運用
1. 北部方面隊・西部方面隊には方面隊直属の特科団が置かれている。特科団は特科群もしくは特科連隊と、3個の地対艦ミサイル連隊基幹の編合部隊であり、多連装ロケットシステムMLRS、88式地対艦誘導弾・12式地対艦誘導弾、19式装輪自走155mmりゅう弾砲を装備する。
2. 東北方面隊・東部方面隊・中部方面隊の各方面隊直轄、北部方面隊の師団、西部方面隊の第2特科団隷下には特科連隊が置かれ、155mmりゅう弾砲（北部方面区は99式自走155mmりゅう弾砲、西部方面区の一部は19式装輪自走155mmりゅう弾砲）を主要装備としている。特科連隊は本部中隊、情報中隊および野戦砲5門から成る射撃中隊2-3個で編成される大隊2-5個からなる。各部隊の特性により内部編制は異なるため、詳細は各部隊の記事を参照されたい。
3. 北部方面隊の旅団には特科隊が置かれ、99式自走155mmりゅう弾砲を装備する。特科隊は大隊に準じた規模で、本部管理中隊と3個射撃中隊で編成される。
4. 普通科職種部隊が運用する120mm迫撃砲RTを野戦特科が装備している部隊がある。第1空挺団特科大隊、水陸機動団特科大隊、即応機動連隊の火力支援中隊がそれに該当する。
5. 富士学校の野戦特科職種の学生に対する教育支援のため特科教導隊が編成されている。

#### 特科団

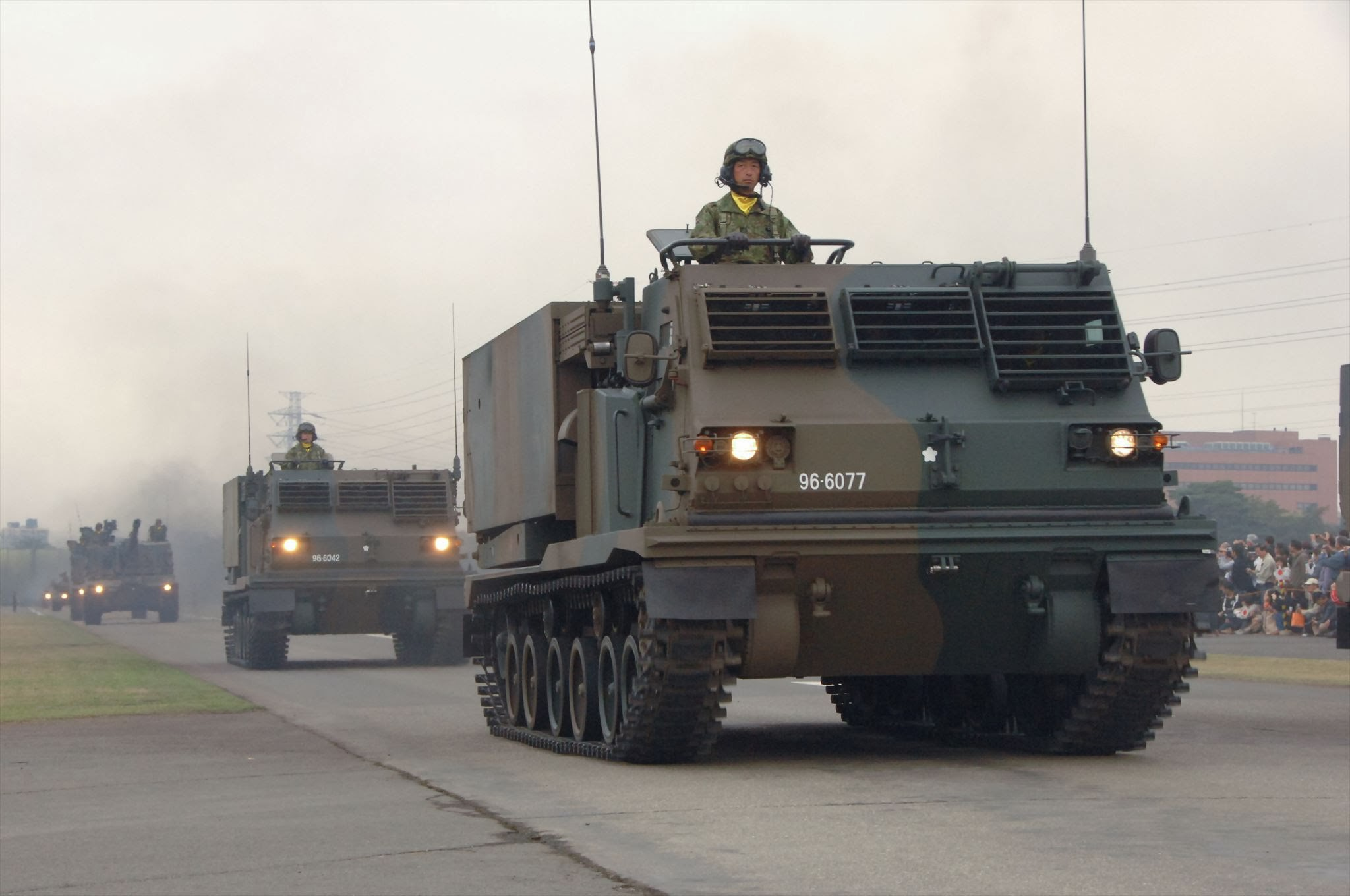
特科団の主力装備であるMLRS

特科団（とっかだん）は、団本部中隊と3個の地対艦ミサイル連隊、独立特科大隊を基幹とする特科群もしくは固定編成の特科連隊を基幹とし、情報中隊に音響観測等を拡充した観測中隊（第1特科団のみ）等をもって編成している。冷戦時代は方面隊全般の特科火力支援、重砲・ロケット弾による戦略的火力発揮を目的としていたが、21世紀以降は対艦戦闘、長距離ミサイルを主体とした長距離戦略火力部隊へと変化している。

##### 特科団の一覧
- 第1特科団（北千歳駐屯地）北部方面隊：
  - 団本部、本部中隊、第1特科群、第1地対艦ミサイル連隊、第2地対艦ミサイル連隊、第3地対艦ミサイル連隊、第301観測中隊
- 第2特科団（湯布院駐屯地）西部方面隊：
  - 団本部、本部中隊、西部方面特科連隊、第5地対艦ミサイル連隊、第7地対艦ミサイル連隊、第8地対艦ミサイル連隊、第301多連装ロケット中隊

#### 特科群
特科群（とっかぐん）は現在、第1特科団隷下に第1特科群が編成され、本部中隊と数個の独立特科大隊を基幹として編成されている。かつては4個群が編成され、最大で1個群に4個特科大隊を有した。群隷下の独立特科大隊は方面隊全般の射撃支援を担う射撃大隊であり、必要に応じ戦闘団等を増強する予備戦力として運用する。独立特科大隊は高射火器を装備する大隊を含めて33個大隊が日本各地で編成されたが、2024年（令和6年）3月時点で多連装ロケットシステムMLRSを装備した2個大隊が第1特科群に編合されて第1特科団への配置のみとなっている。
第2特科群は第4地対艦ミサイル連隊を編合し東北方面特科隊へ、第3特科群は第5地対艦ミサイル連隊を編合し西部方面特科隊へ増強改編された。その後、2024年（令和6年）に東北方面特科隊は廃止、西部方面特科隊は第2特科団に増強改編した。また、同年に第1特科団第4特科群が廃止され、隷下の特科大隊は第1特科群に編入された。

##### 特科群の一覧
- 第1特科群（北千歳駐屯地）第1特科団：群本部、本部中隊、第129特科大隊、第131特科大隊

#### 地対艦ミサイル連隊

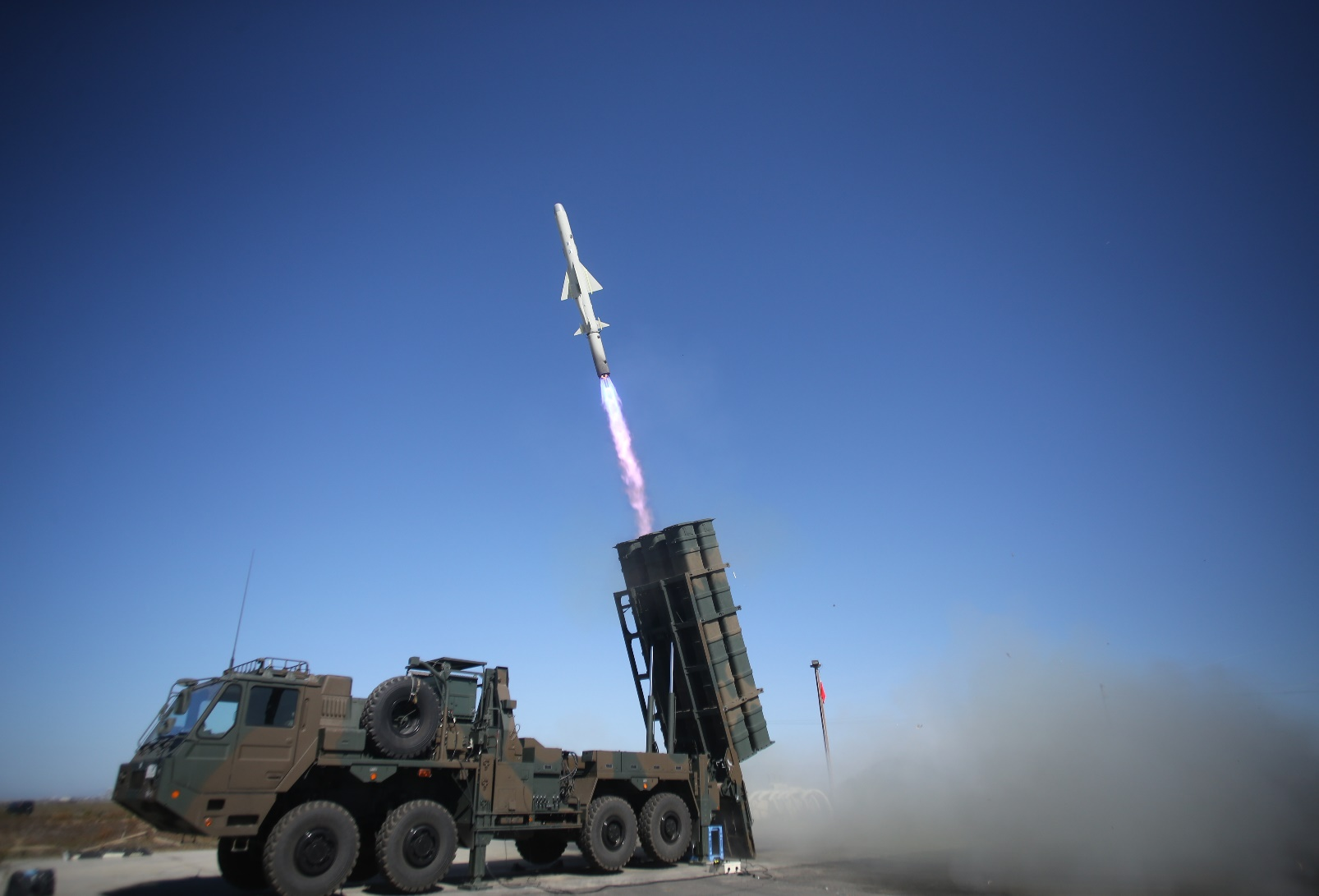
12式地対艦誘導弾

地対艦ミサイル連隊（ちたいかんミサイルれんたい）は、第1特科団に3個、第2特科団に3個、東北方面隊直属に1個の計7個連隊が編成され、本部管理中隊および3個射撃中隊基幹となっている。本部管理中隊に捜索・標定レーダー装置12基と中継装置12基と指揮統制装置1基、各射撃中隊に射撃統制装置を1基、ミサイルを6発搭載できる発射機と装填機が4基ずつ配備されている。本部管理中隊が索敵標定・指揮統制を行い、敵艦の位置情報等が各射撃中隊に伝達され連隊本部の射撃統制により、射撃中隊指揮小隊の射撃統制により射撃を行う。

#### 特科連隊

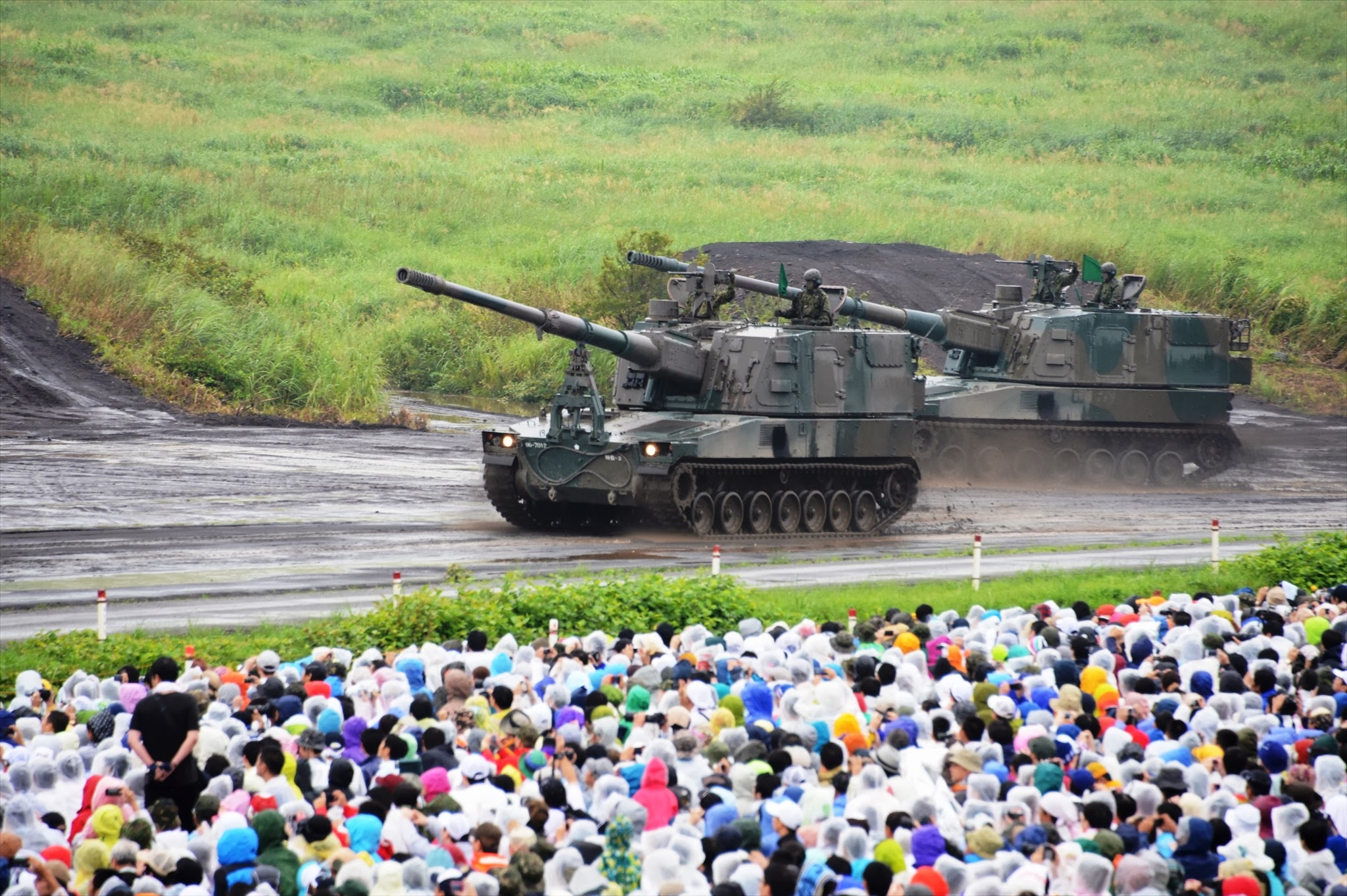
北部方面隊で使用される99式自走155mmりゅう弾砲

特科連隊（とっかれんたい）は、方面特科連隊と師団特科連隊があり、連隊長は1等陸佐（二）が充てられる。
方面特科連隊（ほうめんとっかれんたい）は、北部方面隊を除く師団・旅団特科部隊の主装備である火砲を、方面隊直轄運用として再編成した特科連隊で、編成は従来の師団特科連隊と同様の編成である。方面特科連隊の内、西部方面特科連隊は第2特科団隷下として編成され、それ以外は方面隊直轄として編成されている。
師団特科連隊（しだんとっかれんたい）は、北部方面隊の師団のみに編成されたいる部隊で普通科連隊もしくは戦車連隊を基幹に編成する戦闘団を直接支援する射撃大隊（全ての特科連隊に存在）、全般支援を担う射撃大隊（第2特科連隊第5特科大隊、西部方面特科連隊第4特科大隊に限定して存在）、各射撃大隊等の支援を行う情報中隊、連隊本部を支援する本部中隊から構成されている。各射撃大隊には本部管理中隊および2個以上の射撃中隊が編成され、射撃大隊本部管理中隊が実際の射撃管制・諸元計算等の射撃に関する全般統制を担っている。師団特科連隊の戦闘団を直接支援する射撃大隊の数は、編成する戦闘団の数に対応している。

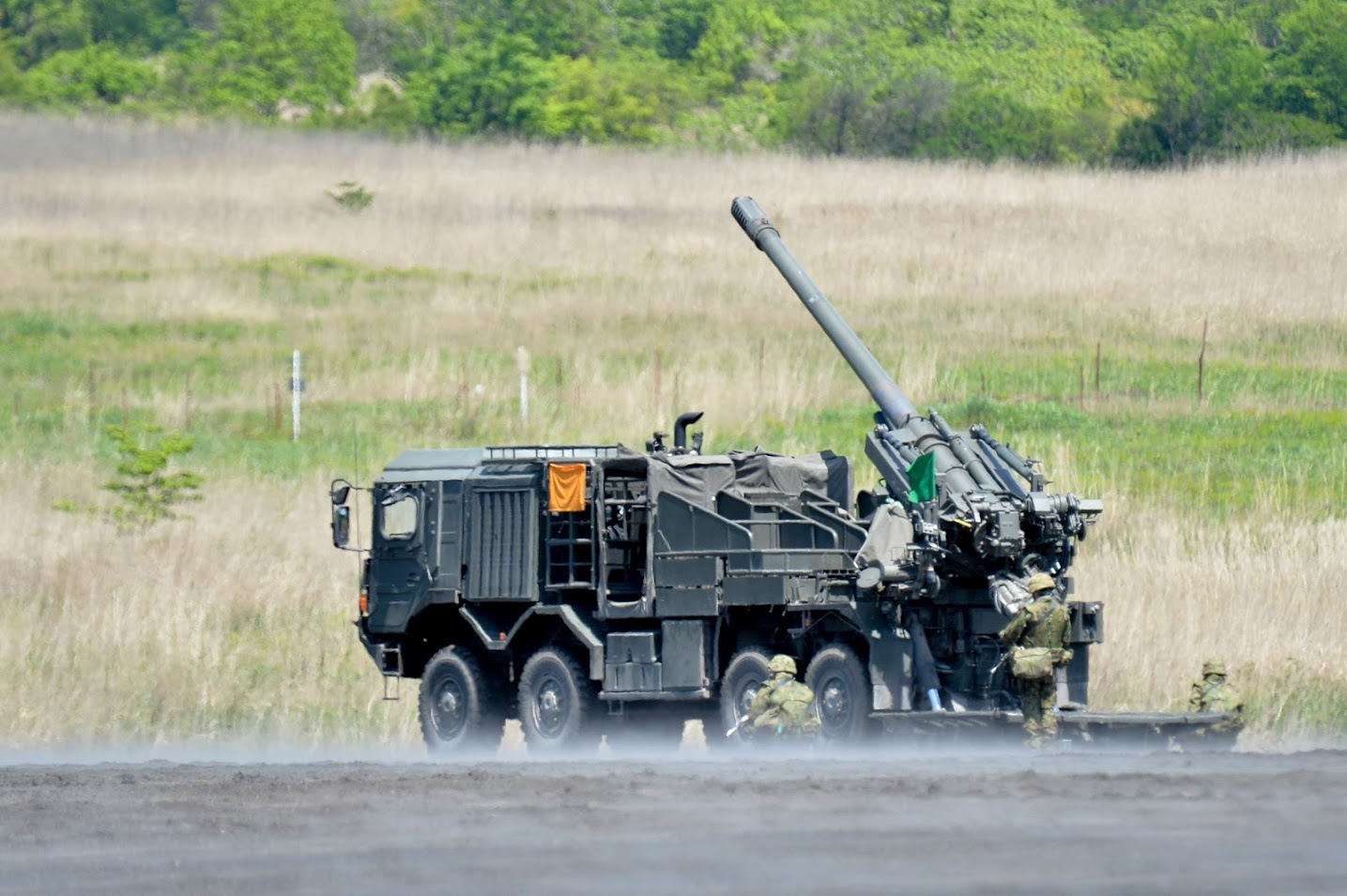
19式装輪自走155mmりゅう弾砲

##### 特科連隊の一覧
- 東北方面特科連隊（岩手駐屯地）東北方面隊：連隊本部、本部中隊、情報中隊、4個特科大隊
- 東部方面特科連隊（北富士駐屯地）東部方面隊：連隊本部、本部中隊、情報中隊、2個特科大隊
- 中部方面特科連隊（姫路駐屯地）中部方面隊：連隊本部、本部中隊、情報中隊、4個特科大隊
- 西部方面特科連隊（北熊本駐屯地）第2特科団：連隊本部、本部中隊、情報中隊、4個特科大隊

- 第2特科連隊（旭川駐屯地）第2師団：連隊本部、本部中隊、情報中隊、5個特科大隊
- 第7特科連隊（東千歳駐屯地）第7師団：連隊本部、本部中隊、情報中隊、4個特科大隊

#### 特科隊
特科隊（とっかたい）は、北部方面隊の旅団に編成される野戦特科部隊である。普通科連隊への自走りゅう弾砲により火力支援を担う射撃中隊3個と射撃中隊の射撃指揮および隊本部の支援を担う本部管理中隊で構成されている。師団特科連隊と違い各射撃中隊に対する指揮・諸元計算等は中隊単位では行わずに全て隊直轄の本部管理中隊が行っている。基本原則は中隊単位では各普通科連隊への射撃支援は行わず、特科隊全般が必要に応じて旅団隷下の特定の普通科連隊への射撃任務を行うが、状況に応じて普通科連隊への隷属が中隊単位で行われる事を想定し、中隊長の階級は射撃大隊隷下中隊の1等陸尉に対し、一般には大隊長クラスとなる3等陸佐が補職されており運用能力の向上を図っている。
かつて、第1師団と第3師団にも同様の特科隊が編成されていたが、同師団は「政経中枢師団」として編成されていたため、特科連隊でなく特科隊編成であった。旅団特科隊と同様に運用されるが4個射撃中隊基幹で、情報中隊が編成されるなど増強されていた。
また、2018年（平成30年）から2024年（令和6年）の間、機動性を高めるために旅団化された第14旅団においては隷下部隊であった第14特科隊を元に中部方面隊直轄として「中部方面特科隊」が編成されていた。方面隊直轄部隊だが、第14旅団に平時隷属となっていた。

##### 特科隊の一覧
- 第5特科隊（帯広駐屯地）第5旅団：隊本部、本部管理中隊、3個射撃中隊
- 第11特科隊（真駒内駐屯地）第11旅団：隊本部、本部管理中隊、3個射撃中隊

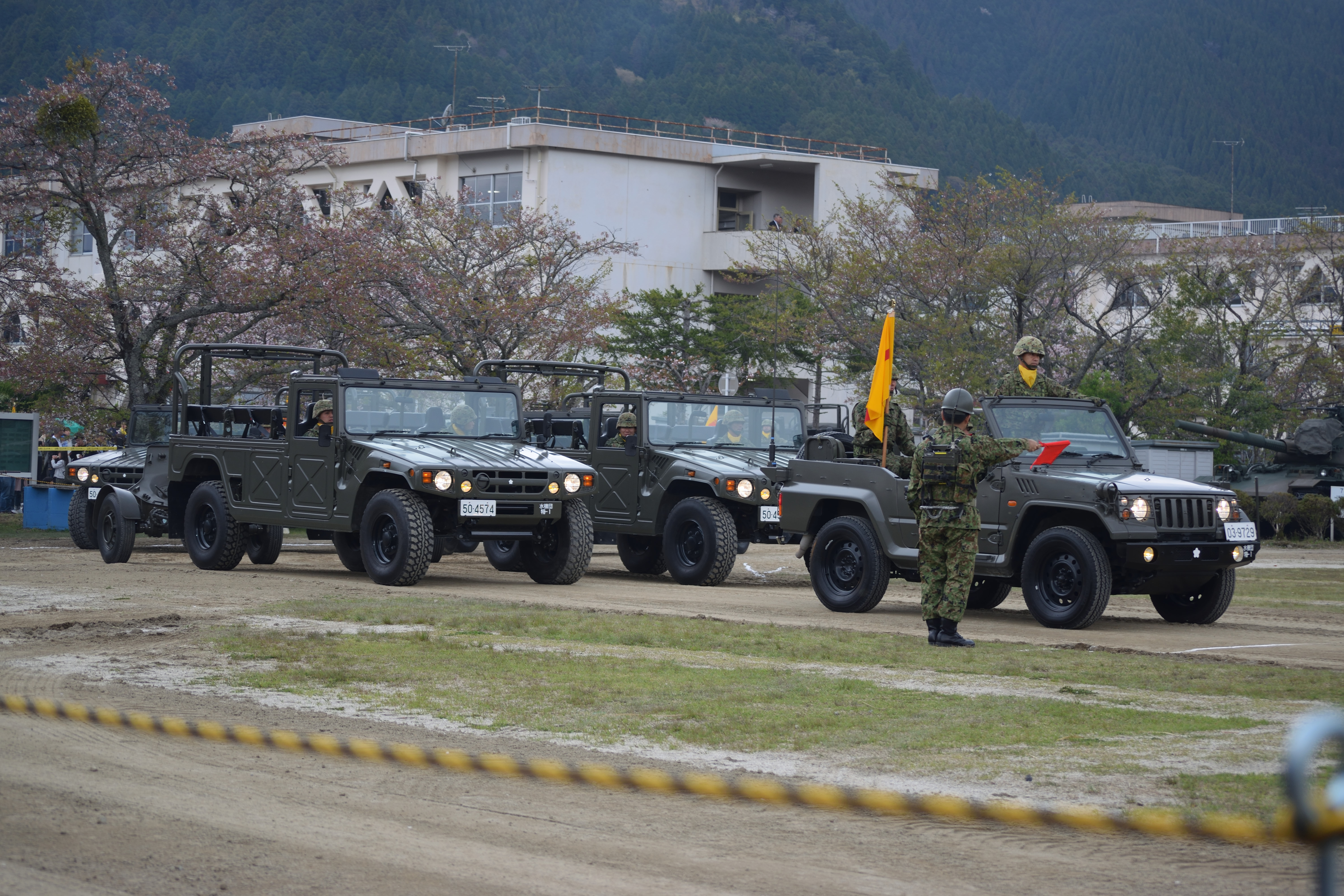
120mm迫撃砲 RTを装備する水陸機動団特科大隊

#### 重迫撃砲を装備する野戦特科部隊
120mm迫撃砲RTは普通科連隊に編成される重迫撃砲中隊等が装備し、普通科隊員が運用する。教育も陸曹教育隊普通科教育中隊、普通科教導連隊等で実施されているが、重迫撃砲を野戦特科隊員が運用する部隊が存在する。
第1空挺団特科大隊は従来105mmりゅう弾砲をヘリ空輸等で運用していたが、その後継であるFH70はヘリ空輸が困難である（仕様上は空輸可能 であるが実用的でない）ため、空輸しやすく口径の大きい重迫撃砲へ装備転換を実施した。3個射撃中隊編成となっている。
水陸機動団特科大隊も輸送性能等を踏まえ、重迫撃砲を装備した中隊を編成している。3個射撃中隊と1個火力誘導中隊で構成される。火力誘導中隊は観測中隊・情報中隊と同様に観測斥候として砲の射撃要求・観測を行うほか、水陸機動連隊に「火力誘導班」として同行し、特科火力や艦砲射撃、近接航空支援（空対地爆撃）の火力誘導を行う。
即応機動連隊の火力支援中隊は普通科連隊の重迫撃砲中隊等を野戦特科職に職種・特技転換し、更に廃止された特科連隊等の一部人員をもって編成されている。

##### 重迫撃砲を装備する野戦特科部隊の一覧
- 第1空挺団特科大隊（習志野駐屯地）第1空挺団：大隊本部、本部管理中隊および3個射撃中隊
- 水陸機動団特科大隊（湯布院駐屯地）水陸機動団：大隊本部、本部管理中隊、3個射撃中隊および火力誘導中隊
- 第3即応機動連隊火力支援中隊（名寄駐屯地）第2師団
- 第6即応機動連隊火力支援中隊（美幌駐屯地）第5旅団
- 第22即応機動連隊火力支援中隊（多賀城駐屯地）第6師団
- 第42即応機動連隊火力支援中隊（北熊本駐屯地）第8師団
- 第10即応機動連隊火力支援中隊（滝川駐屯地）第11旅団
- 第15即応機動連隊火力支援中隊（善通寺駐屯地）第14旅団

### 野戦特科部隊の装備

#### 砲身砲
- 155mmりゅう弾砲 FH70（15榴）
- 99式自走155mmりゅう弾砲（自走15榴, 99HSP）
- 19式装輪自走155mmりゅう弾砲（WHSP）
- 120mm迫撃砲RT（120M）

#### ロケット砲
- 多連装ロケットシステム（MLRS）

#### ミサイル
- 88式地対艦誘導弾（SSM-1）
- 12式地対艦誘導弾（12SSM）

#### 過去
- 203mm榴弾砲M2
- 155mm加農砲M2
- 25tけん引車 M8
- 18tけん引車 M4
- 73式牽引車
- 203mm自走りゅう弾砲
- 87式砲側弾薬車
- M44A1 155mm 自走りゅう弾砲
- M52A1 105mm自走りゅう弾砲
- 74式自走105mmりゅう弾砲
- 75式自走155mmりゅう弾砲
- M2 107mm迫撃砲

## 高射特科
高射特科（こうしゃとっか）部隊は、対空戦闘部隊として侵攻する航空機を要撃するとともに、広範囲にわたり迅速かつ組織的な対空情報活動を行う部隊である。

### 部隊の運用
1. 特定の方面隊（北部方面隊・西部方面隊）には、2個高射特科群基幹となる高射特科団が置かれている。高射特科団は本部管理中隊と2個高射特科群および無線誘導機隊もしくは、それを増強した無人標的機隊をもって編成されている。第1高射特科団は地対空誘導弾改良ホーク、第2高射特科団は03式中距離地対空誘導弾を装備し中距離防空・対巡航ミサイル戦（第2高射特科団のみ）を担当する。

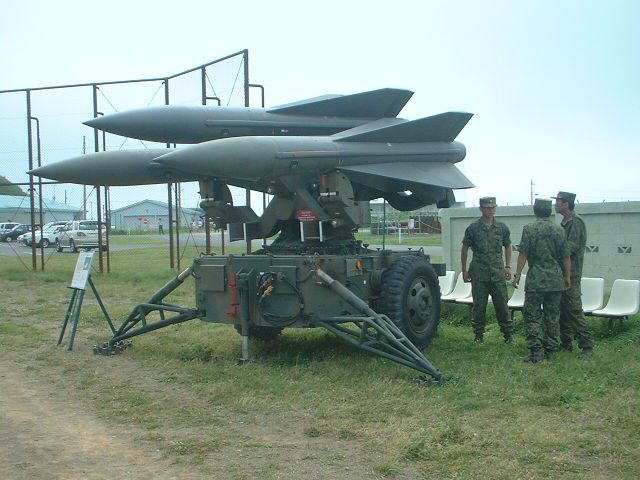
高射特科群の改良ホーク

2. 高射特科団を設置しない方面隊には、高射特科群が1個置かれている。高射特科群は原則、本部管理中隊と4個高射中隊・1個高射搬送通信中隊（システム通信科）、高射運用隊（東部方面隊・中部方面隊）で編成され、03式中距離地対空誘導弾または、地対空誘導弾改良ホーク（第5高射特科群のみ）をもって中距離防空・対弾道ミサイル戦を担当する。
3. 師団に高射特科大隊、旅団には高射特科隊（なお、第7師団と第15旅団は高射特科連隊、第13旅団は高射特科中隊）が置かれる。師団高射特科部隊は原則として本部管理中隊と2個高射中隊で編成され、近距離・短距離地対空誘導弾を用いて師団・旅団・普通科戦闘団の防空（短距離・近距離防空）を担当する。第1高射中隊が近SAM装備、第2高射中隊が短SAM装備と装備ごとに中隊が編成されていたが、第3高射特科大隊、第6高射特科大隊等のように、指揮情報中隊及び高射中隊に再編成された部隊もある。
4. 戦車戦闘団に所属する部隊（第2高射特科大隊第3中隊・第7高射特科連隊第1-第4中隊）は87式自走高射機関砲を用いて戦車戦闘団の戦域防空を担当する。
5. 第6高射特科群から改編した第15高射特科連隊は、例外として03式中距離地対空誘導弾（改善型）や11式短距離地対空誘導弾を装備、高射搬送通信中隊を編成し、南西諸島における中距離・短距離防空、および対巡航ミサイル戦を兼ねて担当する。
6. 即応機動連隊の本部管理中隊には高射小隊が編成され、同師旅団の高射特科部隊から管理換えされた93式近距離地対空誘導弾をもって即応展開した部隊の防空を担当する。
7. 高射学校学生に対する教育支援のため高射教導隊が編成されている。
8. 03式中距離地対空誘導弾よりも長距離射程の装備（PAC-3）ついては、航空自衛隊の高射群の担当となる。

#### 高射特科部隊の配置
北部方面隊
- 第2師団
  - 第2高射特科大隊（旭川駐屯地）
  - 第3即応機動連隊本部管理中隊高射小隊（名寄駐屯地）
- 第5旅団
  - 第5高射特科隊（帯広駐屯地）
  - 第6即応機動連隊本部管理中隊高射小隊（美幌駐屯地）
- 第7師団：第7高射特科連隊（東千歳駐屯地）
- 第11旅団
  - 第11高射特科隊（真駒内駐屯地）
  - 第10即応機動連隊本部管理中隊高射小隊（滝川駐屯地）
- 第1高射特科団（東千歳駐屯地）

東北方面隊
- 第6師団
  - 第6高射特科大隊（郡山駐屯地）
  - 第22即応機動連隊本部管理中隊高射小隊（多賀城駐屯地）
- 第9師団：第9高射特科大隊（岩手駐屯地）
- 第5高射特科群（八戸駐屯地）

東部方面隊
- 第1師団：第1高射特科大隊（駒門駐屯地）
- 第12旅団：第12高射特科隊（相馬原駐屯地）
- 第2高射特科群 （松戸駐屯地）

中部方面隊
- 第3師団：第3高射特科大隊（姫路駐屯地）
- 第10師団：第10高射特科大隊（豊川駐屯地）
- 第13旅団：第13高射特科中隊（日本原駐屯地）
- 第14旅団：
  - 第14高射特科隊（松山駐屯地）
  - 第15即応機動連隊本部管理中隊高射小隊（善通寺駐屯地）
- 第8高射特科群  （青野原駐屯地）

西部方面隊
- 第4師団：第4高射特科大隊（久留米駐屯地）
- 第8師団：
  - 第8高射特科大隊（北熊本駐屯地）
  - 第42即応機動連隊本部管理中隊高射小隊（北熊本駐屯地）
- 第15旅団：第15高射特科連隊（那覇駐屯地）
- 第2高射特科団（飯塚駐屯地）

#### 高射特科団
高射特科団（こうしゃとっかだん）は、北部方面隊、西部方面隊において、それぞれ1個団が編成されており、陸将補が指揮を執る。団は団本部、本部付隊、2個高射特科群基幹。訓練支援部隊として、第1高射特科団には第101無人標的機隊が、第2高射特科団には第304無線誘導機隊が編合されている。高射特科では最大規模の編成となる。団長は陸将補。
- 第1高射特科団（東千歳駐屯地）北部方面隊：第1高射特科群、第4高射特科群、第101無人標的機隊基幹
- 第2高射特科団（飯塚駐屯地）西部方面隊：第3高射特科群、第7高射特科群 、第102高射特科隊、第304無線誘導機隊基幹高射特科群・第15高射特科連隊等が装備する03式中距離地対空誘導弾

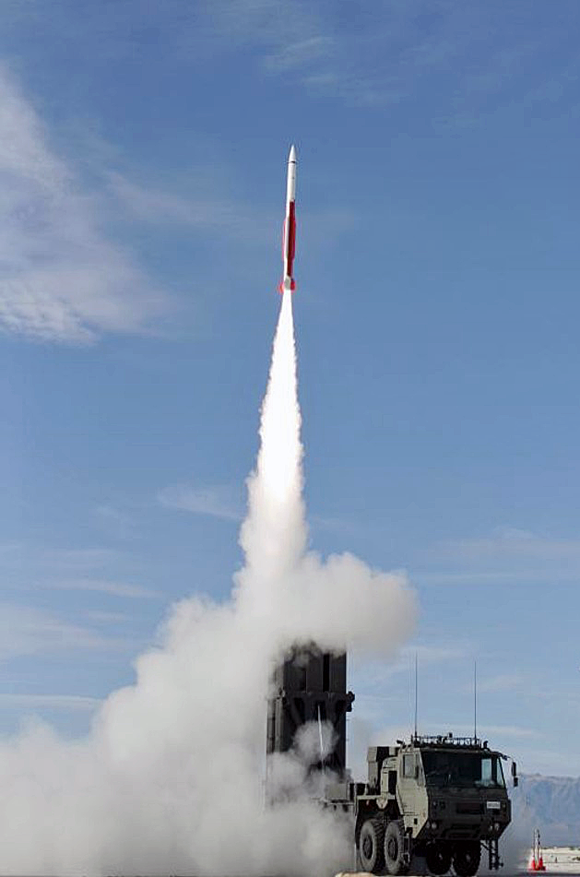
高射特科群・第15高射特科連隊等が装備する03式中距離地対空誘導弾

#### 高射特科群
高射特科群（こうしゃとっかぐん）は、北部方面隊、西部方面隊においては先述の通り高射特科団隷下部隊として、東北方面隊、東部方面隊および中部方面隊では方面隊直轄部隊として、7個群が編成されている。1個高射特科群は4個高射中隊・1個高射搬送通信中隊基幹であり、一部の高射特科群は、対空戦闘指揮統制システムを有する高射運用隊を編成する。例外として、第5高射特科群に無線誘導機隊が編成されている。
航空自衛隊の高射部隊が担う長距離防空と師団・旅団の近距離防空の間である中距離防空を担う。群長は1等陸佐。

##### 高射特科群の一覧
- 第1高射特科群 （東千歳駐屯地）第1高射特科団：4個高射中隊基幹
- 第2高射特科群 （松戸駐屯地）東部方面隊直轄：4個高射中隊基幹（高射運用隊を編成）
- 第3高射特科群 （飯塚駐屯地）第2高射特科団：4個高射中隊基幹
- 第4高射特科群 （名寄駐屯地）第1高射特科団：4個高射中隊基幹
- 第5高射特科群（八戸駐屯地）東北方面隊直轄：2個高射中隊基幹（無線誘導機隊を編成）
- 第7高射特科群 （宮古島駐屯地）第2高射特科団：2個高射中隊基幹
- 第8高射特科群  （青野原駐屯地）中部方面隊直轄：4個高射中隊基幹（高射運用隊を編成）

#### 高射特科隊
高射特科隊（こうしゃとっかたい）は、第2高射特科団隷下部隊として、1個隊が編成されている。
陸上自衛隊の100番台の地対空誘導弾を装備する大隊規模の独立高射特科部隊である。大隊規模に準ずる編成で1個射撃中隊を擁し、高射特科群に準じた運用を行う。隊長は2等陸佐。

##### 高射特科隊の一覧
- 第102高射特科隊（竹松駐屯地）第2高射特科団：1個高射中隊基幹

陸上自衛隊の独立高射大隊等一覧#高射特科隊を参照。

#### 独立高射中隊
独立高射中隊（どくりつこうしゃちゅうたい）は、「陸上自衛隊の独立高射大隊等一覧」を参照。

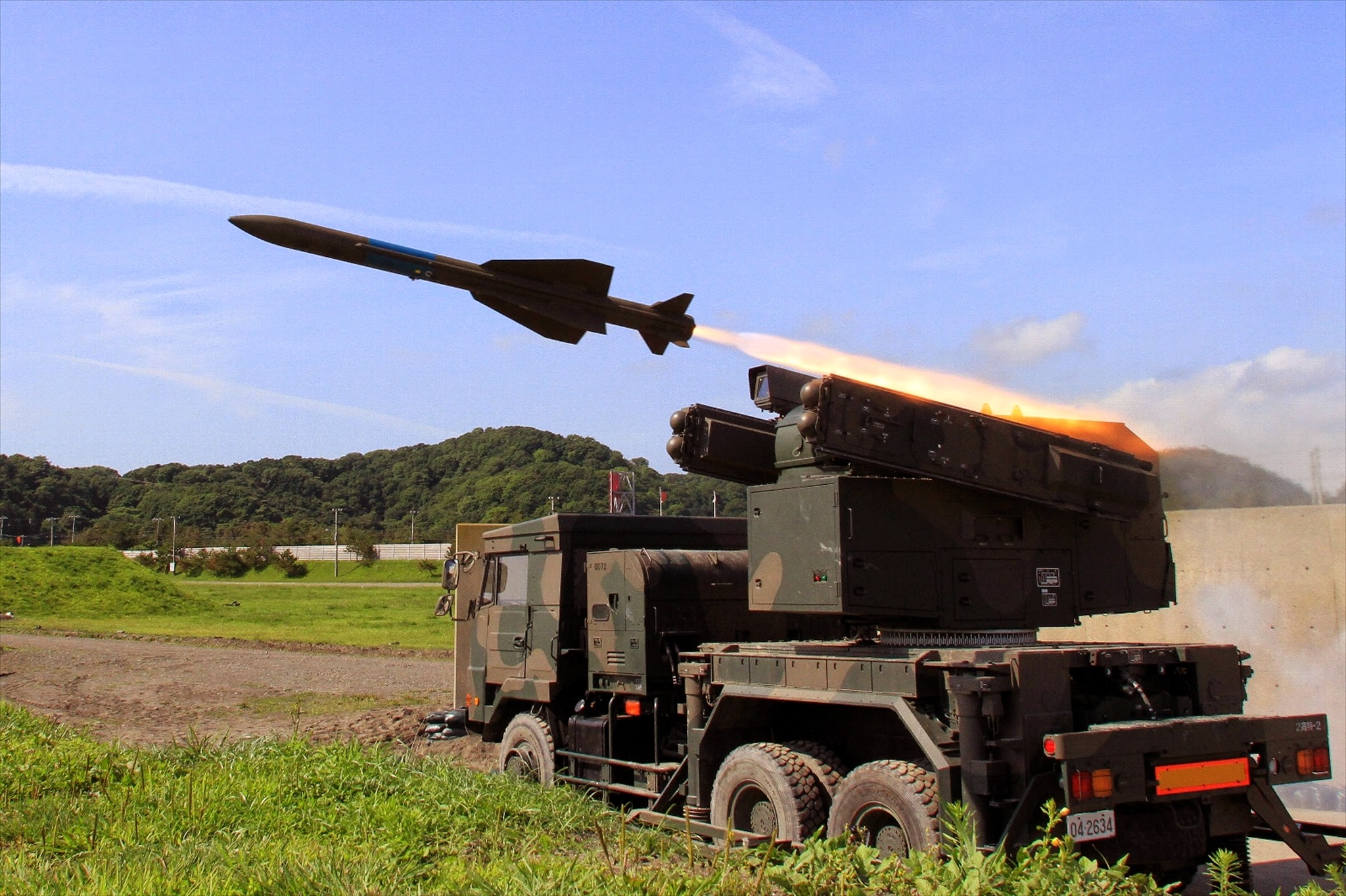
師・旅団が装備する81式短距離地対空誘導弾

#### 師団直轄の高射特科部隊
師団長直轄部隊として高射特科連隊1個、高射特科大隊8個が編成されている。

##### 師団直轄の高射特科部隊の一覧
- 第1高射特科大隊（駒門駐屯地）第1師団：指揮情報中隊及び高射中隊基幹。
- 第2高射特科大隊（旭川駐屯地）第2師団：3個高射中隊基幹。
- 第3高射特科大隊（姫路駐屯地）第3師団：指揮情報中隊及び高射中隊基幹。
- 第4高射特科大隊（久留米駐屯地）第4師団：2個高射中隊基幹。
- 第6高射特科大隊（郡山駐屯地）第6師団：指揮情報中隊及び高射中隊基幹。
- 第7高射特科連隊（東千歳駐屯地）第7師団：6個高射中隊基幹。
- 第8高射特科大隊（北熊本駐屯地）第8師団：指揮情報中隊及び高射中隊基幹。
- 第9高射特科大隊（岩手駐屯地）第9師団：2個高射中隊基幹。
- 第10高射特科大隊（豊川駐屯地）第10師団：2個高射中隊基幹。

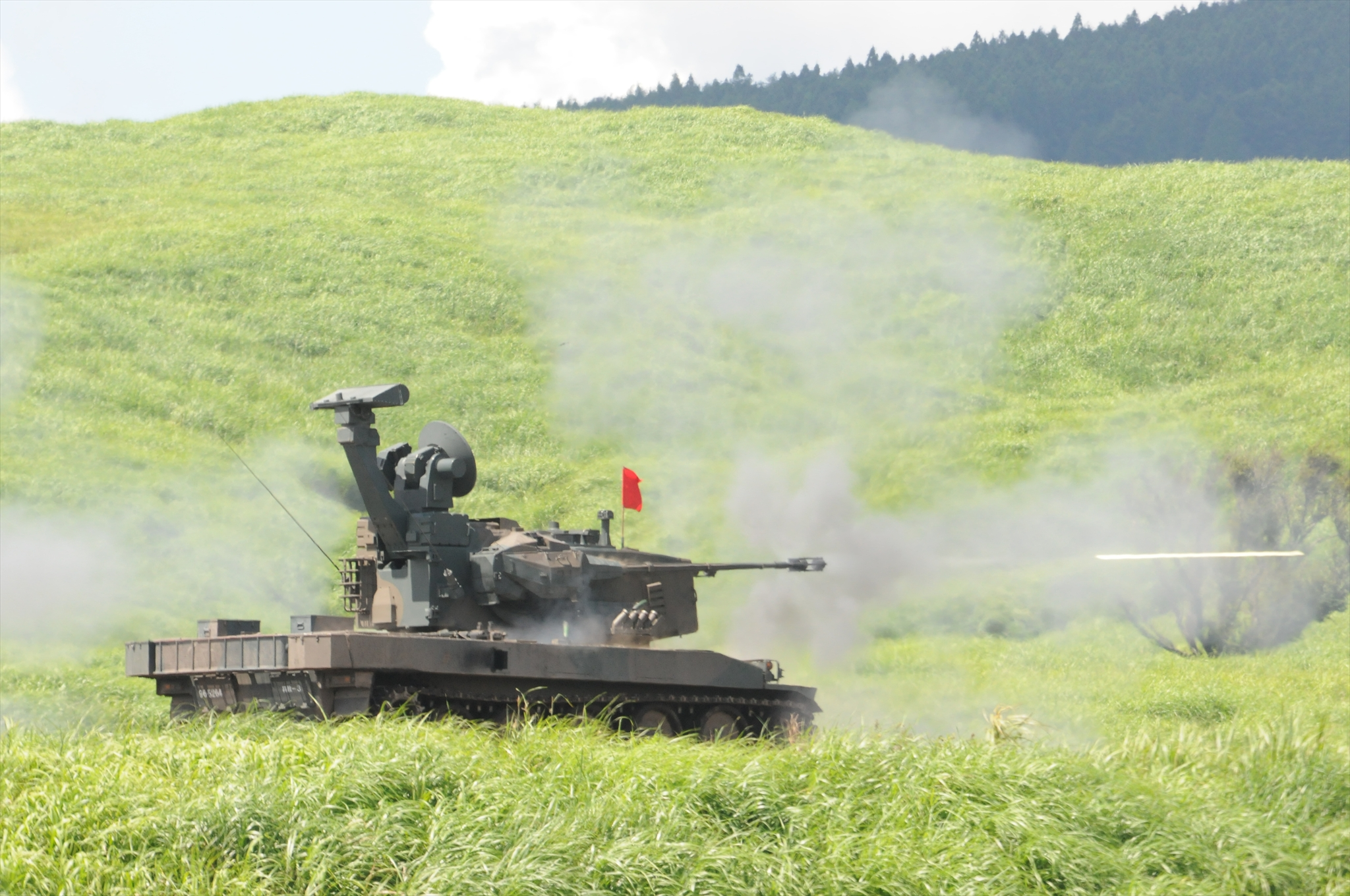
第2高射特科大隊・第7高射特科連隊が装備する87式自走高射機関砲

##### 師団高射特科連隊
師団高射特科連隊（しだんこうしゃとっかれんたい）は、師団直轄の高射特科部隊で隊長は1等陸佐。第7師団のみ編成されている。
詳細は第7高射特科連隊を参照。

##### 師団高射特科大隊
師団高射特科大隊（しだんこうしゃとっかだいたい）は、師団直轄の高射特科部隊で隊長は2等陸佐。第7師団を除き8個大隊が編成されている。

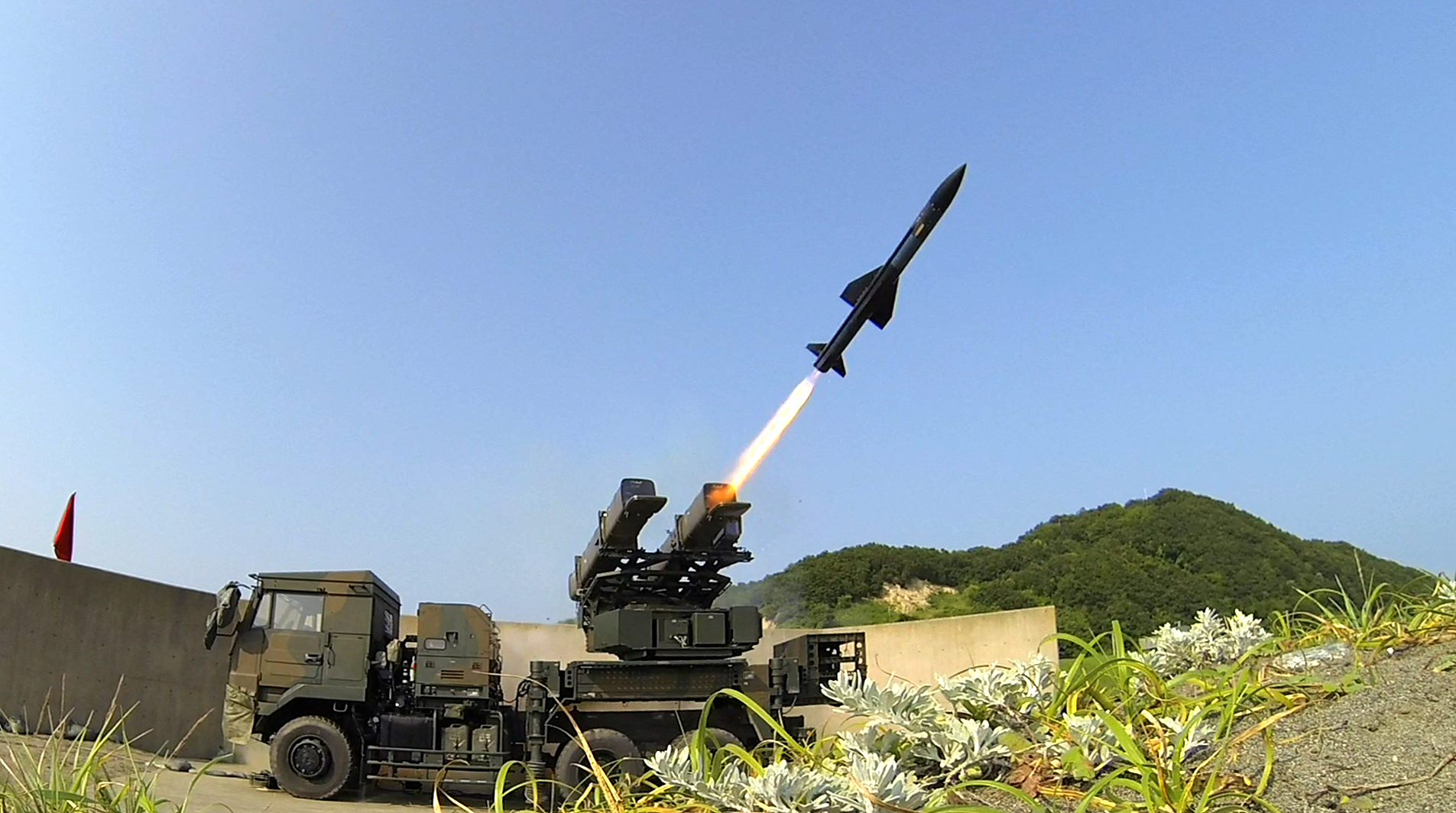
81式の後継である11式短距離地対空誘導弾

#### 旅団直轄の高射特科部隊
旅団長直轄部隊として高射特科連隊1個、高射特科隊4個、高射特科中隊1個が編成されている。

##### 旅団直轄の高射特科部隊の一覧
- 第5高射特科隊（帯広駐屯地）第5旅団
- 第11高射特科隊（真駒内駐屯地）第11旅団

- 第12高射特科隊（相馬原駐屯地）第12旅団
- 第13高射特科中隊（日本原駐屯地）第13旅団

- 第14高射特科隊（松山駐屯地）第14旅団
- 第15高射特科連隊（那覇駐屯地）第15旅団

##### 旅団高射特科連隊
旅団高射特科連隊（りょだんこうしゃとっかれんたい）は、旅団直轄の高射特科部隊で隊長は1等陸佐。第15旅団のみ編成されている。
詳細は第15高射特科連隊を参照。

##### 旅団高射特科隊
旅団高射特科隊（りょだんこうしゃとっかたい）は、旅団直轄の高射特科部隊で隊長は2等陸佐。師団から旅団への改編時に高射特科大隊から高射特科中隊へ縮小編成された。第15旅団を除く5個中隊が編成されたが、その後の旅団改編時に新装備を導入して高射特科隊へ逐次改編された。

##### 旅団高射特科中隊
旅団高射特科中隊（りょだんこうしゃとっかちゅうたい）は、旅団直轄の高射特科部隊で隊長は3等陸佐。第13旅団のみ編成されている。

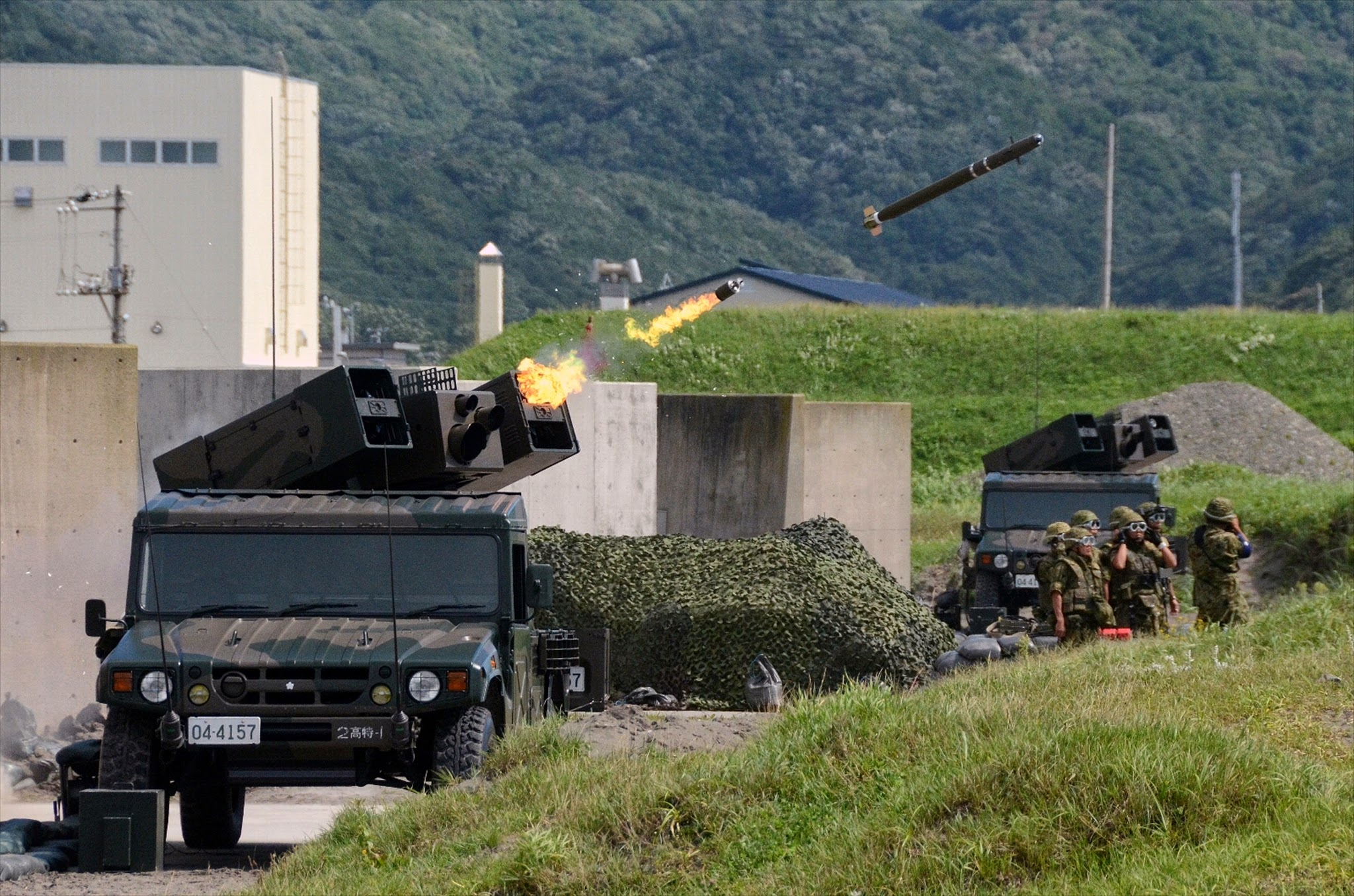
高射特科大隊・即応機動連隊等が装備する93式近距離地対空誘導弾

#### 即応機動連隊本部管理中隊高射小隊
高射小隊（こうしゃしょうたい）は、即応機動連隊の本部管理中隊隷下に近距離地対空誘導弾を装備する高射特科部隊として編成されている。

##### 即応機動連隊本部管理中隊高射小隊の一覧
- 第3即応機動連隊本部管理中隊高射小隊（名寄駐屯地）第2師団
- 第6即応機動連隊本部管理中隊高射小隊（美幌駐屯地）第5旅団
- 第10即応機動連隊本部管理中隊高射小隊（滝川駐屯地）第11旅団

- 第15即応機動連隊本部管理中隊高射小隊（善通寺駐屯地）第14旅団
- 第22即応機動連隊本部管理中隊高射小隊（多賀城駐屯地）第6師団

- 第42即応機動連隊本部管理中隊高射小隊（北熊本駐屯地）第8師団

#### 高射教導隊
高射教導隊（こうしゃきょうどうたい）は、「高射教導隊 (陸上自衛隊)」を参照。

### 高射特科部隊の装備

#### 地対空誘導弾
- 中距離地対空誘導弾改良ホーク
- 81式短距離地対空誘導弾（短SAM、SAM-1）
- 87式自走高射機関砲
- 93式近距離地対空誘導弾（近SAM）
- 03式中距離地対空誘導弾（中SAM，SAM-4）
- 03式中距離地対空誘導弾（改善型）（中SAM改）
- 11式短距離地対空誘導弾（11式SAM）

#### 対空レーダー
- 79式対空レーダ装置 JTPS-P9
- 対空レーダ装置 JTPS-P14
- 低空レーダ装置 JTPS-P18
- 対空レーダ装置 JTPS-P25

#### 指揮装置
- 対空戦闘指揮装置
- 師団対空情報処理システム
- 対空戦闘指揮統制システム